# ブリナツモマブ
ブリナツモマブ（Blinatumomab）は、フィラデルフィア染色体陰性の再発・難治性急性リンパ性白血病のセカンドライン治療薬として使用されているバイオ医薬品である。開発コードはMT103。ヒトの免疫系を腫瘍細胞に作用させるBiTE（Bi-specific T-cell Engager）抗体と呼ばれるクラスのモノクローナル抗体に属する。B細胞上に存在するCD19抗原を特異的に標的とする。2014年12月、米国食品医薬品局（FDA）の早期承認プログラムにより承認されたが、販売承認は承認時に進行中の臨床試験の結果によるものであった。日本での承認は2018年09月25日であり、海外の臨床試験の他、日本国内で実施された第Ib/II相試験の結果を併せて評価された。
1サイクルで28日間持続点滴静注し、2週間休薬する。投与量は、患者の実際の体重によって定められる。体重45kg以上の患者には固定用量を、45kg未満の患者には推定体表面積に応じた用量が投与される。

## 効能・効果
- 再発又は難治性のB細胞性急性リンパ性白血病[6]

米国では当初、成人および小児におけるフィラデルフィア染色体陰性の再発または難治性のB前駆細胞型急性リンパ性白血病 (BCP-ALL) の治療薬として承認された。また、これに加え0.1％以上の微小残存病変を伴う第一または第二完全寛解期のBCP-ALLに対しても承認されている。

## 副作用
重大な副作用には、
- 神経学的事象（29.3%）
  - 脳神経障害、脳症、痙攣発作、錯乱状態、失語症等
- 感染症（14.1%）
  - サイトメガロウイルス感染（1.1%）、肺炎（1.1%）、敗血症（0.9%）等
- サイトカイン放出症候群（18.2%）
  - 発熱、無力症、頭痛、低血圧、悪心、肝酵素上昇、播種性血管内凝固等
- 腫瘍崩壊症候群（2.3%）
- 骨髄抑制
  - 好中球減少（15.5%）、血小板減少（12.7%）、貧血（12.3%）、発熱性好中球減少症（12.3%）等
- 膵炎（1.6%）

が記載されている。
また、注入反応（63.6%）やアナフィラキシーショック（0.2%）が発生する。
5%以上の患者に、免疫グロブリン減少、高ビリルビン血症、筋骨格痛、疲労が見られる。

## 作用機序

ブリナツモマブは、T細胞と悪性B細胞を結合させる。

BiTE抗体であり、患者のT細胞が悪性B細胞を認識することを可能にする。ブリナツモマブ1分子には、T細胞に対するCD3部位と標的B細胞に対するCD19部位の2つの結合部位が存在する。CD3はT細胞受容体の一部である。この薬は、この2種類の細胞を結びつけ、T細胞を活性化して標的細胞に細胞傷害活性を発揮させる事で作用する。CD3とCD19の発現は小児患者にも成人患者にも見られるため、ブリナツモマブは双方にとって治療の選択肢となる可能性がある。

## 歴史
ブリナツモマブ（当初の名称はMT103）は、ドイツ系アメリカ企業のマイクロメット社がロンザ社と共同で開発したものである。2012年、マイクロメット社はアムジェン社に買収され、この薬剤の臨床試験は更に進展した。
2014年7月、FDAはブリナツモマブを急性リンパ芽球性白血病（ALL）の治療薬として画期的治療薬に指定した。2014年10月、ブリナツモマブに関するアムジェンの生物学的製剤承認申請は、FDAから優先審査指定を受けたため、FDAの審査完了期限が2015年5月19日に設定された。
2014年12月3日、米国でフィラデルフィア染色体陰性の再発・難治性急性リンパ性白血病の治療薬として、FDAの早期承認プログラムに基づいて使用が承認されたが、販売承認は承認時に進行中の臨床試験の結果に依存していた。
日本では2018年1月9日に承認申請され、2018年09月25日に承認された。海外で実施された成人対象のTOWER試験、BLAST試験、Alcantara試験や小児対象のRialto試験等の臨床試験の他、日本国内で実施された第Ib/II相Horai試験の結果を併せて評価された:12-30。

## 参考資料
1. ↑  “Blinatumomab (Blincyto) Use During Pregnancy”. Drugs.com (2018年5月29日). 2020年3月14日閲覧。
2. ↑  “KEGG DRUG: ブリナツモマブ”. www.kegg.jp. 2021年9月18日閲覧。
3. 1 2 3 4 5 6  “Blincyto- blinatumomab kit”. DailyMed (2019年4月19日). 2020年3月14日閲覧。
4. ↑  “Drug Approval Package: Blincyto (blinatumomab) Injection NDA #125557”. U.S. Food and Drug Administration (FDA) (2015年1月12日). 2020年3月14日閲覧。
5. 1 2  がんナビ. “BiTE抗体ブリナツモマブが再発または難治性のB細胞性急性リンパ性白血病を対象に承認”. がんナビ. 2021年9月18日閲覧。
6. 1 2 3 4  “ビーリンサイト点滴静注用35μg 添付文書”. www.info.pmda.go.jp. 2021年9月18日閲覧。
7. ↑  "FDA grants regular approval to blinatumomab and expands indication to include Philadelphia chromosome-positive B cell" (Press release). U.S. Food and Drug Administration (FDA). 12 July 2017. 2018年10月26日閲覧。
8. ↑  “CD19-/CD3-bispecific antibody of the BiTE class is far superior to tandem diabody with respect to redirected tumor cell lysis”. Molecular Immunology 44 (8):  1935–43. (March 2007). doi:10.1016/j.molimm.2006.09.032. PMID 17083975.
9. ↑  Amgen (30 October 2012). Background Information for the Pediatric Subcommittee of the Oncologic Drugs Advisory Committee Meeting 4 December 2012 (PDF). Blinatumomab (AMG 103) (Report). U.S. Food and Drug Administration (FDA). 2017年5月9日時点のオリジナル (PDF)よりアーカイブ。2019年12月16日閲覧。
10. ↑  "Amgen Receives FDA Breakthrough Therapy Designation For Investigational BiTE Antibody Blinatumomab In Acute Lymphoblastic Leukemia" (Press release). Amgen. 1 July 2014.
11. ↑  "Amgen's BiTE Immunotherapy Blinatumomab Receives FDA Priority Review Designation In Acute Lymphoblastic Leukemia" (Press release). Amgen. 9 October 2014.
12. ↑  “FDA Approval: Blinatumomab for Patients with B-cell Precursor Acute Lymphoblastic Leukemia in Morphologic Remission with Minimal Residual Disease”. Clinical Cancer Research 25 (2):  473–477. (January 2019). doi:10.1158/1078-0432.CCR-18-2337. PMID 30254079.
13. ↑  “アステラス製薬など、ブリナツモマブを日本で再発又は難治性のB細胞性急性リンパ性白血病の治療薬として製造販売承認申請”. 日本経済新聞 (2018年1月9日). 2021年9月18日閲覧。
14. ↑  “ビーリンサイト点滴静注用35μg インタビューフォーム”. www.info.pmda.go.jp. 2021年9月18日閲覧。